# 石坂専之介
石坂 専之助（專之助、いしさか / いしざか せんのすけ、1849年9月14日（嘉永2年7月28日）- 1915年（大正4年）10月6日）は、明治期の教育者、公吏、政治家。衆議院議員、富山県会議長。旧姓・嵯峨。

## 経歴
越中国新川郡東岩瀬村（石川県新川郡東岩瀬村、富山県上新川郡東岩瀬町を経て現富山市）の伝馬問屋・嵯峨健寿の三男として、金沢十三間町（現金沢市）で生まれた。その後、新川郡栗山村（中新川郡早月加積村栗山、滑川町を経て現滑川市 ）の石坂太郎左衛門の養子となる。
1869年（明治2年）大学南校に入学。卒業後、大学少助教、慶應義塾教授、文部省出仕、同人社教授を歴任したが、1877年（明治10年）病のため帰郷した。
1879年（明治12年）栗山村外5カ村公選戸長に就任し、その後、江沼郡書記となる。1881年（明治14年）石川県会議員に選出。その後、富山県庁農商課長となる。1889年（明治22年）退官し、中越大同倶楽部の幹事に就任。1890年（明治23年）富山県会議員に選出され、同議長を務めた。
磯部四郎の辞職に伴い、1890年（明治23年）11月に実施された第1回衆議院議員総選挙富山県第1区補欠選挙で当選し、衆議院議員に1期在任した。
その後、富山県上新川郡、礪波郡、射水郡の各郡長を務めた。

## 親族
- 父　嵯峨健壽　東岩瀬大村屋　金沢に移り藩医黒川良安に従事し医業を成す
- 兄 嵯峨寿安（日本人初シベリア横断者）[1]
- 弟　嵯峨正作　東岩瀬大村屋

- 長男 石坂友太郎（九州帝国大学教授）[5]
- 三男 石坂伸吉（金沢医科大学長）[5]